# Chaetonotus vorax
Chaetonotus vorax is een buikharige uit de familie Chaetonotidae. De wetenschappelijke naam van de soort werd in 1936 voor het eerst geldig gepubliceerd door Remane. De soort wordt in het ondergeslacht Captochaetus geplaatst.